# Göran von Otter

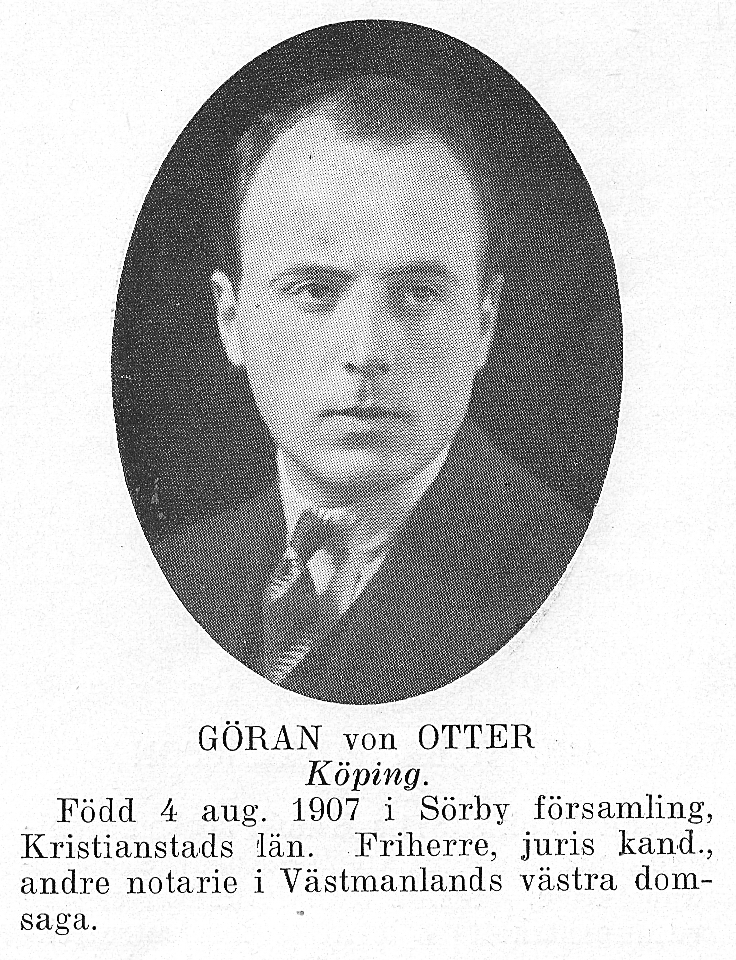
Göran von Otter

Baron Göran Fredrik von Otter (* 4. August 1907 in Sörby; † 4. Dezember 1988 in Stockholm) war während des Zweiten Weltkriegs Sekretär der schwedischen Gesandtschaft in Berlin. Göran von Otter ist der Vater der Autorin Birgitta von Otter (* 1939) und der Mezzosopranistin Anne Sofie von Otter (* 1955). Der schwedische Ministerpräsident Baron Fredrik von Otter war sein Großvater.

## Kurt Gerstein
Am 20. August 1942 lernte Gesandtschaftsrat von Otter im Schnellzug von Warschau nach Berlin den SS-Offizier Kurt Gerstein kennen, Chef der Abteilung „Gesundheitstechnik“ des Hygiene-Instituts der Waffen-SS. Dieser befand sich auf der Rückfahrt einer Dienstreise vom neuen nationalsozialistischen Vernichtungslager Treblinka im Nordosten des Generalgouvernements. Tags zuvor war Gerstein im Vernichtungslager Belzec Zeuge der Ermordung hunderter deportierter Juden in den dortigen Gaskammern geworden.
Bei der zufälligen Begegnung im Zug erhielt von Otter einen ausführlichen mündlichen Bericht Gersteins über das grauenhafte Geschehen. Von Otter erzählte nach dem Krieg davon: 

„Ich bot ihm eine Zigarette an. Er dankte, gab Feuer und fragte im gleichen Atemzug, ob er mir eine schlimme Geschichte erzählen dürfe. ‚Geht es um die Juden?‘ ‚Ja, um die Juden, die im Osten umgebracht werden.‘ Gerstein war nur mit Mühe zu bewegen, leise zu sprechen. Er schluchzte und schlug die Hände vors Gesicht. Ich dachte, er wird diese Gewissensqualen nicht mehr lange aushalten. Er wird sich verraten und sie werden ihn dann verhaften.“

Von Otter wurde von Gerstein gebeten, die Informationen an das Ausland weiterzugeben. Von Otter machte dem Chef der politischen Abteilung im Stockholmer Außenministerium tatsächlich Meldung, doch wurde die Nachricht von der schwedischen Regierung nicht an die Alliierten weitergeleitet. Man hielt Gersteins Aussagen für zu brisant, um sie an eine kriegführende Macht weiterzugeben.
Im Spätherbst 1944 wurde von Otter, der Gerstein rund ein halbes Jahr nach der ersten Begegnung ein weiteres Mal geheim getroffen hatte, nach Stockholm zurückversetzt. Im Mai 1945 folgte dann eine weitere Versetzung in die finnische Hauptstadt Helsinki. Dort begann von Otter nachzuforschen, was unterdessen aus Gerstein geworden war. Am 23. Juli 1945 drängte von Otter beim schwedischen Botschafter in London schriftlich darauf, einem Deutschen namens Gerstein beizustehen, falls dieser von den alliierten Siegermächten interniert würde. Doch die von von Otter initiierte Suche nach Gerstein kam zu spät; am 25. Juli 1945 fand man diesen erhängt in seiner Zelle im Pariser Militärgefängnis Prison du Cherche-Midi auf.

## Film
- Carl Svensson: Aus Schweden kein Wort. Ein Diplomat und der Holocaust. Dokumentarfilm, Schweden 2017